# Вајли (Колорадо)
Вајли (енгл. Wiley) град је у америчкој савезној држави Колорадо.

## Демографија
По попису из 2010. године број становника је 405, што је 78 (-16,1%) становника мање него 2000. године.
| Група             | 2000.       | 2010.       |
| Белци             | 384 (79,5%) | 295 (72,8%) |
| Афроамериканци    | 1 (0,2%)    | 3 (0,7%)    |
| Азијати           | 1 (0,2%)    | 2 (0,5%)    |
| Хиспаноамериканци | 94 (19,5%)  | 102 (25,2%) |
| Укупно            | 483         | 405         |